# Arbeitsgemeinschaft kontrolliert deklarierte Rohstoffe
| ARGE kdR – Arbeitsgemeinschaft kontrolliert deklarierte Rohstoffe e. V. | ARGE kdR – Arbeitsgemeinschaft kontrolliert deklarierte Rohstoffe e. V. |
| Logo ARGE                                                               | Logo ARGE |
| ----------------------------------------------------------------------- | --- |
| Institutsform                                                           | Verein |
| Gegründet                                                               | 2003 |
| Institutssitz                                                           | Frankfurt am Main, Hessen |
| Vorstand                                                                | - Manfred Krines, AGENTUR21, Vorstandsvorsitzender - Holger König, ASCONA, Stellvertreter |
| Beiräte                                                                 | - Eberhard Seifert, IöB-Büro Süd KA / WU Wien - Wolfgang Linden, Ingenieurwissenschaften FH Lübeck |
| Mitglieder                                                              | 25 (Verbände, Organisationen, Unternehmen, Einzelmitglieder) |
| Branche                                                                 | Umwelt- und Verbraucherschutz |
| Geschäftsbereiche                                                       | - Grundlagenermittlungen - Forschung und Entwicklung - Mitwirkung im CEN-Normungsgremium - Unterstützung nachhaltiger Konzepte - Qualitätssicherung - Konformitäts- und Deklarationsprüfungen - Zertifizierungen - Lehrgangsentwicklungen - Fort- und Weiterbildung |
| Veröffentlichungen                                                      | monatliche NEWS |
| Webseite                                                                | positivlisten.info |

Die Arbeitsgemeinschaft kontrolliert deklarierte Rohstoffe e. V. (ARGE kdR) ist ein gemeinnütziger Verein mit Sitz in Frankfurt am Main und einer Geschäftsstelle in Karlsruhe.

## Gründung
Der Verein wurde 2002/2003 anlässlich einer Ausschreibung zum Thema „Lehrgangsentwicklung zum Bauen mit nachwachsenden Rohstoffen“ gegründet. Diese Ausschreibung vom deutschen Bundesministerium für Ernährung, Landwirtschaft und Verbraucherschutz wurde über die Träger Fachagentur Nachwachsende Rohstoffe und „Kompetenzzentrum Nachwachsende Rohstoffe“ zu wesentlichen Teilen an die ARGE kdR vergeben. Die ARGE kDR ist Mitglied im Deutschen Naturschutzring (DNR).

## Aufgabe
Der Verein ist ein Interessensverband für verschiedene Disziplinen und Wirtschaftsbereiche mit der Zielsetzung, Produkte und Verfahren aus nachhaltigen und nachwachsenden Rohstoffen zu fördern und zu entwickeln. Darüber hinaus entwickelt der Verein Leitlinien für umwelt- und gesundheitsverträgliche Konzepte und ist im Rahmen des Europäischen Komitees für Normung für die europäischen Umwelt- und Verbraucherschutzorganisationen tätig.

## Ziele
- Gesundheitsschutz und Gesundheitsvorsorge durch verbindliche Volldeklarationen („Gläserne Rezeptur“)
- Nachvollziehbare Produktionstechnik, Verbraucheraufklärung, Verbraucherschutz und Vertrauensbildung
- Förderung des Pflanzenwachstums zur Klimaverbesserung, sowie Reduzierung des Treibhauseffekts und von Gesundheitsbelastungen, die bei der Produktion, dem Gebrauch und der Entsorgung vieler Produkte entstehen.
- Flächendeckende Förderung von Unternehmen mit dem Ziel, die wachsenden Anteile an nachhaltigen Produkten und Systemen im Wirtschaftskreislauf und in der Öffentlichkeit zu verankern

## Charta für Holz
Die ARGE kdR wurde vom Dachverband der nationalen Umwelt- und Verbraucherschutzverbände, dem Deutschen Naturschutzring akkreditiert, um die Interessen bei der Charta für Holz zu vertreten. Das Ziel dieser politischen Maßnahme des Bundesministeriums für Ernährung, Landwirtschaft und Verbraucherschutz ist, einen vermehrten Absatz der Holzbestände einheimischer Waldbesitzer zu bewirken, denn von den jährlich etwa 60 Millionen Kubikmeter nachwachsenden Holzbeständen werden nur 40 Millionen Kubikmeter geerntet. Im Rat für Nachhaltige Entwicklung, einer beratenden Einrichtung der deutschen Bundesregierung, wurden die Anliegen der Charta für Holz aufgegriffen, um das Thema „Wald und Holz“ als Schwerpunkt in eine nationale Nachhaltigkeitsstrategie aufzunehmen. Vom Deutschen Naturschutzring zur Umsetzung vorgeschlagen wurden die Empfehlungen für
- Bildung und Lehre
- Umwelt-Kennzeichnung von Produkten und Systemen aus nachhaltigen, nachwachsenden Rohstoffen
- Umsetzung von Forschungsprojekten im Bereich Holzhausbau.

## Ökologisches Baustofflexikon
Im Rahmen des Projektes „Promotion für nachhaltige Beschaffung“ haben die Autoren Manfred Krines und Holger König von der ARGE kdR einen vom Bundesumweltministerium und Umweltbundesamt geförderten Leitfaden für die öffentliche Beschaffung im Bauwesen aus der österreichischen Fassung übertragen, angepasst und erweitert. Der Leitfaden mit der ISBN 3-937671-15-3 wird vom Bundesverband für Umweltberatung e. V. in Bremen herausgegeben.

## Geregelte VolldeklarationundR–Symbolik
Mit der Geregelten Volldeklaration und der „R“-Symbolik wird eine eindeutige Kennziffern, z. B. R0400123, vergeben, mit der die Inhaltsstoffe von Produkten und Systemen schnell und umfassend auf elektronischem Weg zur Verfügung stehen. Darüber hinaus können mit dem farbigen R-Symbol die Ressourcenanteile auf wissenschaftlicher Basis transparent dargestellt und bilanziert werden. Planer, Berater, Händler, Verarbeiter und Konsumenten können damit die jeweils im Produkt enthaltenen Ressourcenanteile erkennen und nachhaltige Kaufentscheidungen treffen.

## Die neue Datenbank zum Produktdatenmanagement
Aus Mitteln der DBU (Deutsche Bundesstiftung Umwelt) entwickelte die ARGE kdR ein neues Datenprogramm, mit dem künftig auf der Grundlage der „Geregelten Volldeklaration“ die Stoffdaten und Informationen über Gefahrstoffe der Produkte erfasst und überprüft werden können. Ab 1. Juni 2007 ist dies in der neuen europäischen Chemikalienverordnung REACH vorgesehen. Hier haben sowohl Produzenten wie Verkäufer mehr Verantwortung im Bereich der Produktinhaltsstoffe zu übernehmen.

## Neues Bewertungskriterium bei ÖKO-TEST
Der Öko-Test-Verlag hat die ARGE kdR im September 2006 beauftragt, Testreihen bezüglich der gesetzes- und richtlinienkonformen Deklarationen und Kennzeichnungen zu überprüfen.
- Abgetönte Wandfarben im Heft Juni 2009
- Holzlasuren innen+außen im Heft April 2009
- Abtönfarben im Heft Mai 2007
- Weißlacke im Heft April 2007
- Wandfarben im Heft März 2007

Die Überprüfungen haben erhebliche Mängel bei den Deklarationen und Kennzeichnungen aufgezeigt, die sowohl die konventionellen Farben als auch die Produkte der sogenannten Naturfarbenhersteller betreffen.